# Onicotilomanía
La onicotilomanía consiste en el hábito de arrancarse voluntariamente las uñas o cortárselas de manera excesiva y reiterada, por lo que se clasifica en medicina dentro del grupo de las distrofias ungeales autoinflingidas. Puede relacionarse con otros trastornos autoinflingidos, por ejemplo la tricotilomanía, que es el hábito de arrancarse intencionadamente el cabello o la onicodacnomanía que es el hábito de morderse con fuerza las uñas para sentir dolor. Debe distinguirse de la onicofagia que es el hábito compulsivo de masticar o morder el borde libre de las uñas. La onicofagia es muy frecuente, sobre todo en niños, mientras que la onicotilomanía se presenta en raras ocasiones, predomina en adultos y se asocia a trastonos psiquiátricos.

## Etiología
La onicotilomanía se asocia generalmente a trastornos siquiátricos,  entre ellos delirios de infestación, cuadros de ansiedad, hipocondría, trastorno obsesivo-compulsivo, trastorno dismórfico corporal, trastornos del control de impulsos, trastornos depresivos e ideación suicida. Puede ser una de las conductas de automutilación que se producen en el síndrome de Lesch-Nyhan y el síndrome de Smith-Magenis.

## Complicaciones
La destrucción constante del lecho ungeal puede provocar infecciones crónicas (paroniquias) y onicodistrofia.

## Tratamiento
Se han propuesto diferente tratamientos para esta afección, entre ellos medicamentos psiquiátricos o el uso de algún sistema de protección local para evitar la autoagresión.

## Historia
La primera descripción del mal fue realizada en 1934 por el dermatólogo polaco Jan Alkiewicz.